# Luxemburg op het Eurovisiesongfestival 1992
Luxemburg nam deel aan het Eurovisiesongfestival 1992 gehouden in Malmö, Zweden. Het was de zesendertigste deelname van het land aan het Eurovisiesongfestival.

## Selectieprocedure
In tegenstelling tot de vorige jaren, werd gekozen voor een nationale finale. 
De artiest werd wel nog intern gekozen. Dit werd Marion Welter. Tijdens een nationale finale zouden er twee liedjes gebracht worden en het winnende lied werd gekozen door postkaartvoting.
| Volgorde | Lied             | Plaats |
| -------- | ---------------- | ------ |
| 1        | "Sou fräi"       | 1ste   |
| 2        | "Iwerall doheem" | 2de    |

## In Malmö
Op het songfestival trad Luxemburg als 14de aan, na Zwitserland en voor Oostenrijk. Aan het eind van de puntentelling stond het land op een 21ste plaats met 10 punten. 
Nederland en België hadden geen punten over voor deze inzending.

### Gekregen punten

#### Finale
| 12 punten | 10 punten | 8 punten | 7 punten | 6 punten |
| --------- | --------- | -------- | -------- | -------- |
|           | - Malta   |          |          |          |
| 5 punten  | 4 punten  | 3 punten | 2 punten | 1 punt   |
|           |           |          |          |          |

### Punten gegeven door Luxemburg

#### Finale
Punten gegeven in de finale:
| 12 punten | Malta               |
| 10 punten | Ierland             |
| 8 punten  | Israël              |
| 7 punten  | Verenigd Koninkrijk |
| 6 punten  | Denemarken          |
| 5 punten  | IJsland             |
| 4 punten  | Noorwegen           |
| 3 punten  | Spanje              |
| 2 punten  | Joegoslavië         |
| 1 punt    | België              |

1956 · 1957 · 1958 · 1959 · 1960 · 1961 · 1962 · 1963 · 1964 · 1965 · 1966 · 1967 · 1968 · 1969 · 1970 · 1971 · 1972 · 1973 · 1974 · 1975 · 1976 · 1977 · 1978 · 1979 · 1980 · 1981 · 1982 · 1983 · 1984 · 1985 · 1986 · 1987 · 1988 · 1989 · 1990 · 1991 · 1992 · 1993 · 1994-2023 · 2024 · 2025